# Kaple Navštívení Panny Marie (Hoření Starý Dub)
Kaple Navštívení Panny Marie v Hořením Starém Dubu barokní sakrální stavbou stojící při silnici do Osečné. Je chráněna jako kulturní památka České republiky.

## Historie a architektura

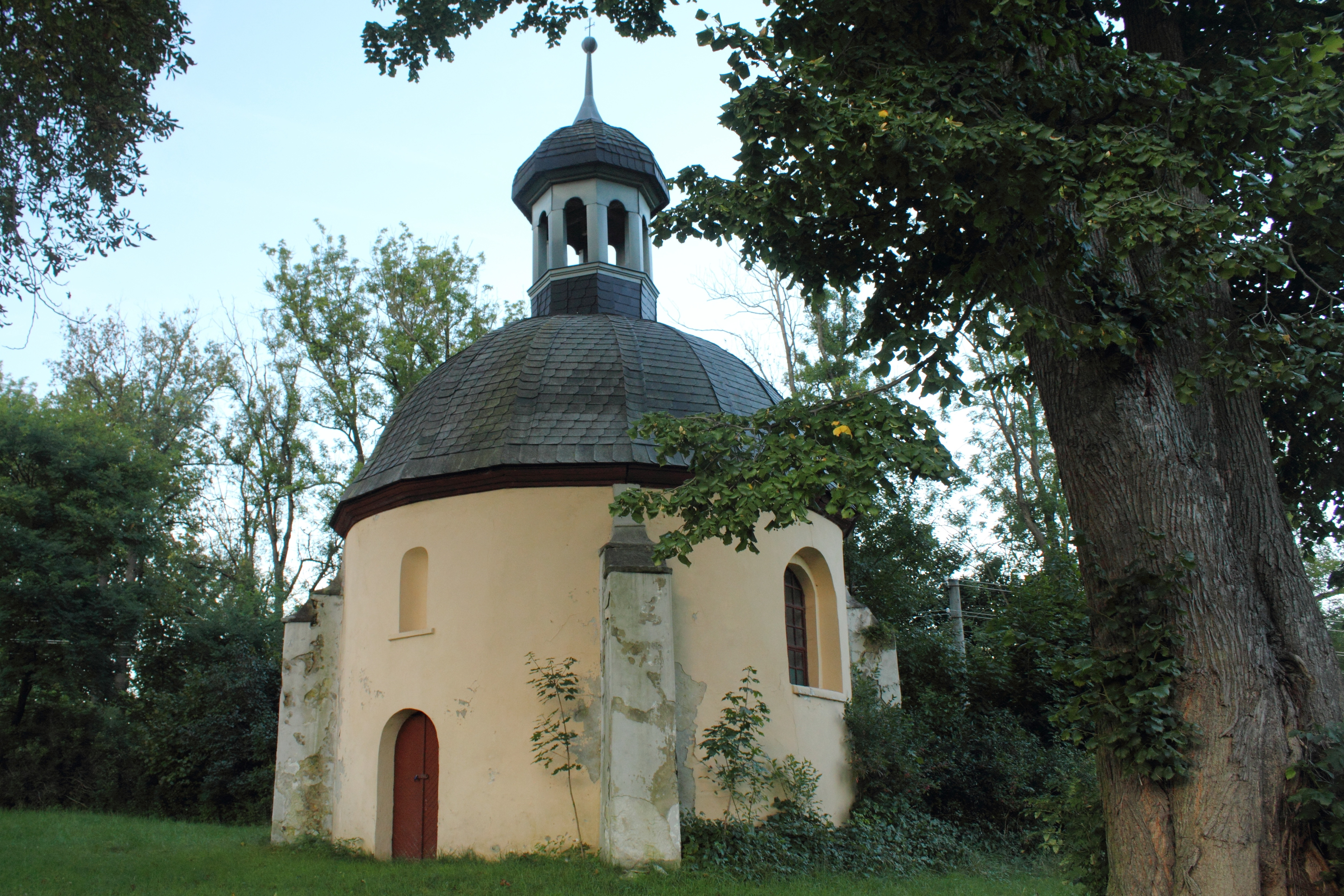
Kaple Navštívení Panny Marie v roce 2012

Kaple byla postavena v roce 1760. Kaple je okrouhlá. V klenbě má českou placku. Její střecha je vyvršena lucernou. Zařízení pochází z konce 18. století.